# 8 tháng 7
Ngày 8 tháng 7 là ngày thứ 189 (190 trong năm nhuận) trong lịch Gregory. Còn 176 ngày trong năm.

## Sự kiện
- 1497 – Thuyền trưởng Vasco da Gama, khởi hành chuyến đi đầu tiên thẳng từ châu Âu đến Ấn Độ.
- 1709 – Đại chiến Bắc Âu: Pyotr I của Nga đánh bại Karl XII của Thụy Điển ở Poltava thuộc Ukraina ngày nay, chấm dứt địa vị cường quốc của Thụy Điển tại châu Âu.
- 1853 – Phó đề đốc Matthew Perry cùng với bốn chiến hạm của Hải quân Hoa Kỳ vào vịnh Edo nhằm buộc Nhật Bản phải mở cửa ngoại thương với Hoa Kỳ.
- 1864 – Sự kiện Ikedaya: Các chí sĩ phiên Choshu tập kích tổ chức Shinsengumi tại lữ quán Ikedaya thuộc Kyoto, Nhật Bản.
- 1889 – Ấn bản đầu tiên của The Wall Street Journal được xuất bản.
- 1932 – Chỉ số công nghiệp Dow Jones bị tụt xuống mức thấp nhất trong cuộc Đại khủng hoảng, đóng cửa ở mức 41,22 điểm.
- 1994 – Kim Chính Nhật trở thành người lãnh đạo Triều Tiên khi cha ông là Kim Nhật Thành từ trần.
- 2011 – Hội đồng Bảo an Liên Hợp Quốc thông qua nghị quyết thành lập Phái bộ gìn giữ hòa bình tại Nam Sudan.
- 2011 – Tàu con thoi Atlantis được phóng trong phi vụ STS-135, phi vụ cuối cùng của chương trình tàu con thoi.
- 2022 – Thủ tướng Nhật Bản Abe Shinzō bị ám sát ở Nara, tỉnh Nara và không qua khỏi.[1] Ông là thủ tướng tại nhiệm lâu nhất Nhật Bản.

## Sinh
- 1621 – Jean de La Fontaine, nhà thơ ngụ ngôn người Pháp (m. 1695)
- 1826 – Nguyễn Phúc Miên Khoan, tước phong Lạc Biên Quận công, hoàng tử con vua Minh Mạng nhà Nguyễn (m. 1863).
- 1831 – Nguyễn Phúc Gia Tĩnh, phong hiệu Kim Hương Công chúa, công chúa con vua Minh Mạng (m. 1860).
- 1841 – Nguyễn Phúc Phúc Tường, phong hiệu Nghi Xuân Công chúa, công chúa con vua Minh Mạng (m. 1865).
- 1986 - 
  - Hà Trí Quang, nam diễn viên Việt Nam
  - Thúy Diễm, diễn viên va người mẫu Việt Nam
- 1991 – 
  - Virgil van Dijk, cầu thủ bóng đá người Hà Lan
  - Gil Lê, nữ ca sĩ, rapper, diễn viên, người dẫn chương trình người Việt Nam
- 1992 – Son Heung-min, cầu thủ bóng đá người Hàn Quốc
- 1996 - Paollo Madeira, cầu thủ Câu lạc bộ bóng đá Hoàng Anh Gia Lai người Người Brasil gốc Bồ Đào Nha (m. 2023)
- 1998 - Bùi Quỳnh Hoa, Hoa hậu Áo dài Việt Nam Thế giới 2017, Miss Universe Vietnam 2023

## Mất
- 1804 – Nguyễn Phúc Ngọc Cầu, cung tần của chúa Nguyễn Phúc Khoát, mẹ của chúa Nguyễn Phúc Thuần (s. 1734).
- 1985 – Simon Kuznets, nhà kinh tế học người Ukraina-Mỹ, đoạt giải Nobel (s. 30/4/1901)
- 1994 – Kim Nhật Thành, Chủ tịch nước Cộng hòa dân chủ nhân dân Triều Tiên (s. 1912).
- 2009 – Đoàn Trọng Truyến, Giáo sư - Nhà giáo Nhân dân Việt Nam (s. 1922)
- 2022 – Abe Shinzō, cựu thủ tướng Nhật Bản (s. 1954).